# بيلي دونر
بيلي دونر (بالإنجليزية: Billy Downer)‏ هو محامي جنوب أفريقي، ولد في 20 نوفمبر 1956.